# Myotis oxyotus
Myotis oxyotus es una especie de murciélago de la familia Vespertilionidae.

## Distribución geográfica
Se encuentra en Argentina, Bolivia, Colombia Costa Rica Ecuador Panamá y Venezuela.